# シルビア・ファウルス
シルビア・シャクェリア・ファウルス（Sylvia Shaqueria Fowles、女性:1985年10月6日 - ）は、アメリカ合衆国・フロリダ州マイアミ出身のプロバスケットボール選手である。ポジションはセンター。WNBA・ミネソタ・リンクス所属。

## 来歴
ガリバー高校ではオールアメリカンに選ばれる活躍を見せ、名門ルイジアナ州立大学進学後もNCAAトーナメントファイナルフォーを連続で経験。
2008年、ドラフト全体2位でシカゴ・スカイに入団。同年の北京五輪の米国代表にも選出され、金メダルを獲得。
2009年、オールスターに出場。2010年にはオールスターMVPにも選ばれている。
ヨーロッパでもスパルタク・モスクワ、ガラタサライで活躍。
同年開催の世界選手権でも金メダル獲得。
2015年、ミネソタ・リンクスに移籍。WNBAファイナルではリンクスのリーグ優勝に貢献し、MVPを獲得した。

## 経歴

### 大学
- ルイジアナ州立大学

### WNBA
- 2008-2014 : シカゴ・スカイ
- 2015- : ミネソタ・リンクス

### 国外
- 2008-2010 : スパルタク・モスクワ
- 2010- : ガラタサライ